# Quinn doktornő
A Quinn doktornő (eredeti cím: Dr. Quinn: Medicine woman) egy, az amerikai vadnyugaton, Coloradóban játszódó amerikai sorozat. A CBS műsora volt 1993. január 1. és 1998. május 16. között. Hat évada van, összesen 150 résszel, továbbá két nagyfilm is készült a sorozat lezárásaként 1999-ben és 2001-ben.
A történet 1867-ben kezdődik, a polgárháború utáni Amerikában. Címszereplője egy bostoni doktornő aki apja halála után Colorado Springs kisvárosába költözik városi orvosnak, ahol a helyiek előítéleteivel kell megküzdenie. Hamarosan azonban befogadják és a város életében fontos szereplővé válik.

## Cselekmény
Dr. Michaela (Mike) Quinn (Jane Seymour) egy jómódú bostoni orvos öt lánya közül a legfiatalabb, aki apjával való szoros kapcsolata miatt úgy dönt, szintén orvos szeretne lenni. Mivel ez a kor társadalmában még elfogadhatatlan, a nagy orvosi egyetemek helyett egy nőknek létrehozott főiskolára járhat csak, ahol kiváló eredménnyel végez. Apjával közös praxisban dolgoznak, azonban amikor apja meghal a betegek elfordulnak tőle. Ekkor hall egy városi orvosi állásról Colorado Springsben és mindent hátrahagyva, elindul a civilizált Bostonból a vadnyugatra. Odaérve azonnal rájön, hogy a női orvosokat Coloradóban sem fogadják szívesebben mint Bostonban. Egy valaki áll mellé, a három gyerekét egyedül nevelő helyi bába, Charlotte Cooper (Dianne Ladd), akivel hamar barátok lesznek. Mikor azonban Charlotte-ot megmarja egy csörgőkígyó, halálos ágyán a doktornőt kéri meg, hogy gondoskodjon a gyerekekről.
Az akkor még határvidéknek számító területen állandó a fehérek és az indiánok harca, így a katonaság állandóan jelen van. Fő céljuk, hogy a terület megszerzéséért kiirtsák az indiánokat, így a város mellett élő, többségében békés Cheyenne törzset is. Egy ember közvetít a fehérek és az indiánok között, Byron Sully (Joe Lando), a helyi "hegyi ember". Egy nomád, aki fehér létére indiánként él és gondolkozik. Felesége és lánya halála után sokáig élt a Cheyenne-ekkel, ekkor tanulta meg a nyelvet és a szokásaikat. 
Sully ismeri Charlotte gyerekeit és alapjában egy segítőkész, jószándékú ember, így sokszor felbukkan a városlakók illetve a doktornő és a gyerekek életében. Mivel a doktornővel hasonló felfogásúak hamarosan egymásba is szeretnek, bár ezt sokáig nem vallják be.

## Szereplők
| Színész      | Szerep                        | Magyar hang (1. szinkronos változat) | Magyar hang (2. szinkronos változat) |
| ------------ | ----------------------------- | ------------------------------------ | ------------------------------------ |
| Jane Seymour | Dr. Michaela "Dr. Mike" Quinn | Tóth Enikő                           | Kovács Nóra                          |
| Joe Lando    | Byron Sully                   | Forgács Péter                        | Selmeczi Roland                      |
| Chad Allen   | Matthew Cooper                | Seszták Szabolcs                     | Markovics Tamás                      |
| Erika Flores | Colleen Cooper                | Nemes Takách Kata                    | Bogdányi Titanilla                   |
| Shawn Toovey | Brian Cooper                  | Szalay Csongor                       | Czető Roland                         |

## Jellege
Műfaja szerint családi dráma sorozat, amiből következően sok etikai, erkölcsi és személyes problémát vet fel és igyekszik rá valamiféle választ adni. A problémakifejtés alapja legtöbbször az az ellentét, ami a doktornő bostoni műveltsége, tanult mivolta és a városiak, bár jóindulatú, de tanulatlanságuk miatt kissé korlátolt hozzáállása között van.

## Történelmi háttér
Bár a fő szál a városlakók élete, ezen keresztül az amerikai polgárháború utáni időszak problémáit és eredményeit is bemutatja a sorozat, az időszak fejlődését. Sok valós személy és esemény szerepel, ezenkívül az időszak tudományos eredményei és társadalmi jelenségei is megjelennek. Ezek, bár valós tényen alapulnak, nem mindig a valódi kontextusban jelennek meg, elsősorban azért, hogy a történet tér és időkereteibe illeszkedjenek.

## Könyvek
Alapján a sorozat pedig számos könyvet. Ő írta őket Dorothy Laudan és mások. Magyarországon kiadott: Dr. Quinn – A szív szava és Dr. Quinn – Hivatása orvosnő.

## Epizódok

### Első évad
| Epizód | Magyar cím              | Angol cím                          |
| ------ | ----------------------- | ---------------------------------- |
| 1.     | A megérkezés            | "Pilot"                            |
| 2.     | Az ajándék              | "Pilot"                            |
| 3.     | A járvány               | "Epidemic"                         |
| 4.     | Váratlan vendég         | "The Visitor"                      |
| 5.     | A vidék törvénye        | "Law of the Land"                  |
| 6.     | A műtét                 | "The Healing"                      |
| 7.     | Az árverés              | "Father's Day"                     |
| 8.     | A mérgezett víz         | "Bad Water"                        |
| 9.     | A csodagyógyszer        | "The Great American Medicine Show" |
| 10.    | Altatódal               | "A Cowboy's Lullaby"               |
| 11.    | A fehér bölény szelleme | "Running Ghost"                    |
| 12.    | A fogoly                | "The Prisoner"                     |
| 13.    | Amiről a város beszél   | "Happy Birthday"                   |
| 14.    | A beavatás              | "Rites of Passage"                 |
| 15.    | Hősök                   | "Heroes"                           |
| 16.    | A műtét                 | "The Operation"                    |
| 17.    | A titok                 | "The Secret"                       |
| 18.    | A portré                | "Portraits"                        |

### Második évad
| Epizód | Magyar cím               | Angol cím                        |
| ------ | ------------------------ | -------------------------------- |
| 1.     | Lóverseny                | "The Race"                       |
| 2.     | Menedék                  | "Sanctuary"                      |
| 3.     | Halloween                | "Halloween"                      |
| 4.     | Incidens                 | "The Incident"                   |
| 5.     | Lélekmentés              | "Saving Souls"                   |
| 6.     | A szív kis zugai 1. rész | "Where the Heart Is: Parts 1"    |
| 7.     | A szív kis zugai 2. rész | "Where the Heart Is: Parts 2"    |
| 8.     | Hálaadás                 | "Giving Thanks"                  |
| 9.     | Legjobb barátok          | "Best Friends"                   |
| 10.    | Sully választása         | "Sully's Choice"                 |
| 11.    | Karácsonyi ének          | "Mike's Dream: A Christmas Tale" |
| 12.    | Hol a határ?             | "Crossing the Line"              |
| 13.    | Az ajánlat               | "The Offering"                   |
| 14.    | Cirkusz                  | "The Circus"                     |
| 15.    | Egy másik nő             | "Another Woman"                  |
| 16.    | Az árvák vonata          | "Orphan Train"                   |
| 17.    | Buffalo katonák          | "Buffalo Soldiers"               |
| 18.    | Jó lapjárás              | "Luck of the Draw"               |
| 19.    | Élet és halál            | "Life and Death"                 |
| 20.    | A kör bezárul            | "The First Circle"               |
| 21.    | Altatódal                | "Just One Lullaby"               |
| 22.    | Emberrablók 1. rész      | "The Abduction: Parts 1"         |
| 23.    | Emberrablók 2. rész      | "The Abduction: Parts 2"         |
| 24.    | Kampány                  | "The Campaign"                   |
| 25.    | Ember a holdon           | "The Man in the Moon"            |
| 26.    | Eljegyzések 1. rész      | "Return Engagement: Parts 1"     |
| 27.    | Eljegyzések 2. rész      | "Return Engagement: Parts 2"     |

### Harmadik évad
| Epizód | Magyar cím                          | Angol cím                          |
| ------ | ----------------------------------- | ---------------------------------- |
| 1.     | Jön a vonat                         | "The Train"                        |
| 2.     | Apák és fiaik                       | "Fathers and Sons"                 |
| 3.     | Csordahajtók 1. rész                | "Cattle Drive: Part 1"             |
| 4.     | Csordahajtók 2. rész                | "Cattle Drive: Part 2"             |
| 5.     | Könyvtár                            | "The Library"                      |
| 6.     | Újra halloween                      | "Halloween II"                     |
| 7.     | Washingtoni utazás 1. rész          | "The Washington Affair: Parts 1"   |
| 8.     | Washingtoni utazás 2. rész          | "The Washington Affair: Parts 2"   |
| 9.     | Anyagi gondok                       | "Money Trouble"                    |
| 10.    | Hálaadásnap                         | "Thanksgiving"                     |
| 11.    | Hölgyek estéje 1. rész              | "Ladies Night: Part 1"             |
| 12.    | Hölgyek estéje 2. rész              | "Ladies Night: Part 2"             |
| 13.    | Az első karácsony                   | "A First Christmas"                |
| 14.    | Indián közvetítő                    | "Indian Agent"                     |
| 15.    | Világvége                           | "The End of the World"             |
| 16.    | Fönn a csúcson                      | "Pike's Peace"                     |
| 17.    | Cooper kontra Quinn 1. rész         | "Cooper vs. Quinn: Parts 1"        |
| 18.    | Cooper kontra Quinn 2. rész         | "Cooper vs. Quinn: Parts 2"        |
| 19.    | Mi a szerelem?                      | "What Is Love?"                    |
| 20.    | Amit az apámtól soha nem kaptam meg | "Things My Father Never Taught Me" |
| 21.    | Törvényen kívüli gyermek            | "Baby Outlaws"                     |
| 22.    | Az ősök csontjai                    | "Bone of Contention"               |
| 23.    | Csak a változás állandó             | "Permanence of Change"             |
| 24.    | Washita 1. rész                     | "Washita: Parts 1"                 |
| 25.    | Washita 2. rész                     | "Washita: Parts 2"                 |
| 26.    | Sully választása                    | "Sully's Recovery"                 |
| 27.    | Ki kész, ki nem kész                | "Ready or Not"                     |
| 28.    | Jóban rosszban 1. rész              | "For Better or Worse: Parts 1"     |
| 29.    | Jóban rosszban 2. rész              | "For Better or Worse: Parts 2"     |

### Negyedik évad
| Epizód | Magyar cím                | Angol cím                      |
| ------ | ------------------------- | ------------------------------ |
| 1.     | Egy új élet               | "A New Life"                   |
| 2.     | Utazó sztárok             | "Traveling All-Stars"          |
| 3.     | Anyák és lányok           | "Mothers and Daughters"        |
| 4.     | Búcsúzások                | "Brothers Keeper"              |
| 5.     | Megint csak halloween     | "Halloween III"                |
| 6.     | Dorothy könyve            | "Dorothy's Book"               |
| 7.     | Ígéretek, ígéretek        | "Promises, Promises"           |
| 8.     | Az expedíció 1. rész      | "The Expedition: Parts 1"      |
| 9.     | Az expedíció 2. rész      | "The Expedition: Parts 2"      |
| 10.    | Legyen miért hálát adnunk | "One Touch of Nature"          |
| 11.    | Mint a villám             | "Hell on Wheels"               |
| 12.    | Fifi első karácsonya      | "Fifi's First Christmas"       |
| 13.    | Félénk szívek             | "Change of Heart"              |
| 14.    | A bádogcsillag            | "Tin Star"                     |
| 15.    | Ha szeretsz valakit       | "If You Love Someone..."       |
| 16.    | Eljő a jeges              | "The Ice Man Cometh"           |
| 17.    | Üzlet az ördöggel         | "Deal with the Devil"          |
| 18.    | Élve vagy halva 1. rész   | "Dead or Alive: Part 1"        |
| 19.    | Élve vagy halva 2. rész   | "Dead or Alive: Part 2"        |
| 20.    | Szemet, szemért           | "Eye for an Eye"               |
| 21.    | Szív és ész               | "Hearts and Minds"             |
| 22.    | Kibékülések               | "Reunion"                      |
| 23.    | Az év asszonya            | "Woman of the Year"            |
| 24.    | Az utolsó esély           | "Last Chance"                  |
| 25.    | A félelem maga            | "Fear Itself"                  |
| 26.    | Egy nemzet                | "One Nation"                   |
| 27.    | Gyermek születik 1. rész  | "When a Child is Born: Part 1" |
| 28.    | Gyermek születik 2. rész  | "When a Child is Born: Part 2" |

### Ötödik évad
| Epizód | Magyar cím                      | Angol cím                  |
| ------ | ------------------------------- | -------------------------- |
| 1.     | A vonatbaleset                  | "Runaway Train"            |
| 2.     | Egyszerre mindent               | "Having It All"            |
| 3.     | Gondatlanság                    | "Malpractice"              |
| 4.     | Csupa báj és csillogás          | "All That Glitters..."     |
| 5.     | A mexikói asszony               | "Los Americanos"           |
| 6.     | Búcsúkeringő                    | "Last Dance"               |
| 7.     | Jó és rossz                     | "Right or Wrong"           |
| 8.     | Sose feledj el                  | "Remember Me"              |
| 9.     | A legenda                       | "Legend"                   |
| 10.    | A vihar                         | "The Tempest"              |
| 11.    | Egyenlőség, testvérietlenség    | "Separate But Equal"       |
| 12.    | Az enyészet lángjai             | "A Place to Die"           |
| 13.    | Csodák évadja                   | "Season of Miracles"       |
| 14.    | A gát                           | "The Dam"                  |
| 15.    | Vendégszereplés                 | "Farewell Appearance"      |
| 16.    | Holtomiglan, holtodiglan        | "The Most Fatal Disease"   |
| 17.    | Coleen dolgozata                | "Colleen's Paper"          |
| 18.    | Félelem és féltékenység 1. rész | "A House Divided: Parts 1" |
| 19.    | Félelem és féltékenység 2. rész | "A House Divided: Parts 2" |
| 20.    | Túszok                          | "Hostage"                  |
| 21.    | A villamos tested énekelem      | "The Body Electric"        |
| 22.    | Halálvágy                       | "Before the Dawn"          |
| 23.    | Újrakezdés                      | "Starting Over"            |
| 24.    | Az apja fia                     | "His Father's Son"         |
| 25.    | Az igazság pillanata 1. rész    | "Moment of Truth: Part 1"  |
| 26.    | Az igazság pillanata 2. rész    | "Moment of Truth: Part 2"  |

### Hatodik évad
| Epizód | Magyar cím                         | Angol cím                |
| ------ | ---------------------------------- | ------------------------ |
| 1.     | Ok a hitre                         | "Reason to Believe"      |
| 2.     | Életben maradni                    | "All That Matters"       |
| 3.     | A szerencse forgandó               | "A Matter of Conscience" |
| 4.     | Baráti vígasz                      | "The Comfort of Friends" |
| 5.     | Hangok a túlvilágról               | "Wave Goodbye"           |
| 6.     | Az otthon melege                   | "A Place Called Home"    |
| 7.     | Ne hitegess                        | "Lead Me Not"            |
| 8.     | Önvád és felelősségvállalás 1.rész | "A Time to Heal, Part 1" |
| 9.     | Önvád és felelősségvállalás 2.rész | "A Time to Heal, Part 2" |
| 10.    | Polgári perek                      | "Civil Wars"             |
| 11.    | Háború és béke                     | "Safe Passage"           |
| 12.    | Hazatérés                          | "The Homecoming"         |
| 13.    | Közeli lövés                       | "Point Blank"            |
| 14.    | Mond, te kit választanál           | "Seeds of Doubt"         |
| 15.    | A magány hét formája               | "Seven Kinds of Lonely"  |
| 16.    | Egyensúlyban                       | "Life in Balance"        |
| 17.    | Mindhalálig boldogan               | "Happily Ever After"     |
| 18.    | A madárember                       | "Birdman"                |
| 19.    | A bosszú                           | "Legend II: Vengeance"   |
| 20.    | Megkapni és megtartani             | "To Have and To Hold"    |
| 21.    | Boxmérkőzés                        | "The Fight"              |
| 22.    | Egy új kezdet                      | "A New Beginning"        |